# Zamek w Newark

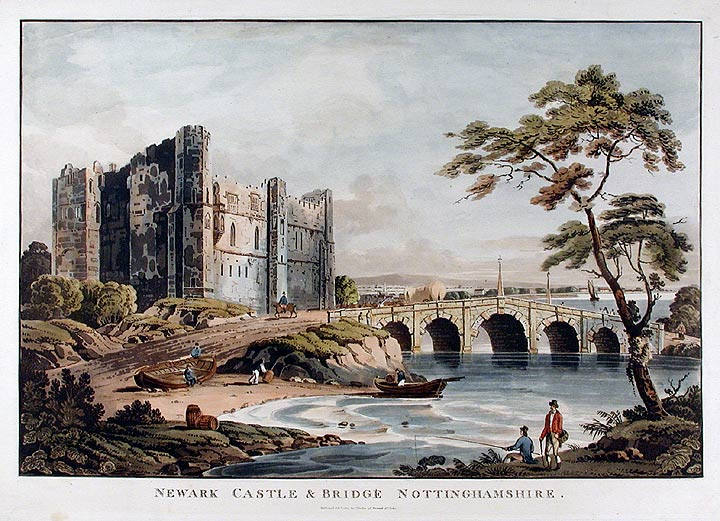
Zamek około 1812 roku

Zamek w Newark (ang. Newark Castle) – zamek w Newark w hrabstwie Nottinghamshire w Wielkiej Brytanii położony nad rzeką Trent, obecnie w ruinie.
Król Anglii Jan bez Ziemi zmarł w zamku 19 października 1216. Podczas rządów króla Edwarda III zamek pełnił rolę więzienia.